# Esox americanus vermiculatus
Esox americanus vermiculatus is een ondersoort uit de familie van de snoeken (Esocidae). De wetenschappelijke naam is gepubliceerd in 1846 door Lesueur.